# Juan XVI (antipapa)
Juan XVI, de nombre secular Juan Filigato (Rossano, Italia, ¿? - Fulda, Alemania, c. 1013), fue un  antipapa de la Iglesia católica desde 997 a 998.

## Biografía
Nacido en los territorios bizantinos del sur de Italia y de ascendencia griega, fue capellán de la emperatriz de origen griego Teófano, la mujer del emperador Otón II. Entre 980 y 982 actuó como legado imperial de Otón en Italia, hasta que fue nombrado abad de Nonantula, y también se convirtió en padrino, y en 987 en tutor de su hijo de por entonces siete años, el futuro emperador Otón III. Nombrado obispo de Piacenza gracias a la persuasión de la emperatriz, fue enviado a Constantinopla con la misión de concertar el matrimonio del joven Otón III. 
Después de la muerte de Otón II y su mujer, el joven Otón III fue en ayuda del papa Juan XV a Roma, donde una facción de nobles romanos encabezada por el poderoso patricio Crescencio II, que le rechazaban, había levantado una rebelión. Pero Otón III no consiguió llegar a Roma antes de que el papa muriera de fiebres en abril de 996. Una vez en Roma, Otón III sofocó la rebelión y, tras perdonar a Crescencio II, se las arregló para que su primo Bruno de Carintia fuera elegido como el papa Gregorio V, considerado el primer papa alemán, quien también fue rechazado por la nobleza romana. El nuevo papa coronó a Otón III como emperador en mayo de 996, pero el emperador había dejado de ser aclamado como rey de Lombardía en Pavía.
Cuando el emperador abandonó Italia para volver a Alemania, la nobleza romana, de nuevo liderada por Crescencio II, destronó violentamente a Gregorio y, con el apoyo activo del emperador bizantino Basilio II, eligió y sentó en la silla de San Pedro a Juan Filigato, aclamándolo como papa. Un sínodo de los obispos occidentales que tuvo lugar en 997 en la capital imperial de Italia, Pavía, decidió en favor de Gregorio V y excomulgó a Juan.
El nombramiento del antipapa Juan XVI hizo que el emperador Otón III volviera al frente de su ejército, aplastando la rebelión de Crescencio II y llegando a Roma en febrero de 998. Juan XVI huyó, pero las tropas del emperador le persiguieron y capturaron y, tras restaurar a Gregorio V, ordenó que le arrancaran los ojos, le cortaran la lengua, las orejas y la nariz y le rompieran los dedos para que no escribiera, y luego lo paseó, montado en un asno, por las calles de Roma. Después de esa humillación, y tras la intercesión de Nilo de Rossano, le perdonó la vida, y lo deportó al monasterio de Fulda, en Alemania, donde falleció alrededor de 1013.
El nombramiento de Juan XVI como papa contra las protestas de Gregorio V puede ser visto como una prueba de los constantes conflictos políticos de los nobles romanos y el poder bizantino contra la expansión del poder franco-germano, mientras que las maniobras de Otón III para imponer a los papas de su elección son consideradas como el fortalecimiento del dominio imperial sobre la Iglesia católica. 
Aunque Juan XVI ha sido siempre considerado como un antipapa y nunca como un papa legítimo, el siguiente papa que adoptó el nombre de Juan no utilizó el numeral "XVI", sino que pasó a usar el nombre de Juan XVII.